# Whollydooleya
Whollydooleya is een geslacht van uitgestorven roofbuideldieren dat in het Mioceen op het Australische continent leefde. Er is één bekende soort, Whollydooleya tomnpatrichorum. 

## Fossiele vondst
Van Whollydooleya is slechts één fossiel gevonden, een losse kies. Het fossiel dateert uit het Laat-Mioceen en werd gevonden in Riversleigh in Queensland.

## Kenmerken
Whollydooleya was een hypercarnivoor, een gespecialiseerde vleeseter. Met een geschat gewicht van twintig tot vijfentwintig kilogram was Whollydooleya twee tot drie keer zo groot als een buidelduivel en daarmee groter dan de meeste andere buidelroofdieren uit het Laat-Mioceen. Alleen enkele buidelwolven, zoals Thylacinus potens waren groter. 